# Alain Hamer
Alain Hamer (Lussemburgo, 10 dicembre 1965) è un ex arbitro di calcio lussemburghese.

## Carriera
Arbitro internazionale dal 1993,  nel 2004 fu inserito nella lista degli arbitri élite della UEFA. Nonostante la sua nazionalità lussemburghese, grazie ad un accordo tra la federazione francese e quella lussemburghese, Alain Hamer ha arbitrato regolarmente le partite del campionato francese. Ha esordito in campo internazionale nelle sfide tra nazionali maggiori arbitrando l'incontro amichevole Svizzera-Liechtenstein 2-0 del 27 maggio 1994, disputato a Basilea. Un anno dopo, nel 1995, è selezionato per dirigere nella Coppa del Mondo di calcio femminile in Svezia, e nel 1998 in occasione degli Europei Under-21 in Romania. Nel 2001 la sua carriera comincia a prendere il volo, ed in rapida successione giungono la convocazione per i Mondiali Under-20 in Argentina nello stesso anno, la promozione nella categoria élite degli arbitri UEFA (2004), la partecipazione alla Coppa d'Africa (2004), la designazione quale quarto ufficiale di gara in occasione degli Europei di calcio 2004 in Portogallo e l'inserimento nella ristretta cerchia dei 46 arbitri preselezionati in vista dei Mondiali 2006 in Germania (peraltro Hamer non sarebbe poi stato prescelto tra i 21 direttori di gara di quella rassegna iridata). Nel 2005 è protagonista della semifinale di Coppa UEFA tra CSKA Mosca e Parma (esperienza bissata nel 2006 in occasione di Steaua Bucarest-Middlesbrough) e dei Mondiali Under-17 in Perù. Curiosamente, il 12 ottobre del 2010, in occasione delle qualificazioni ad Euro 2012, dirige la sua ultima partita tra nazionali maggiori nuovamente a Basilea (dove nel frattempo è stato costruito il nuovo St. Jakob-Park), ritrovando quella nazionale svizzera (stavolta contro il Galles), che 16 anni prima aveva fatto da trampolino d'esordio internazionale per il fischietto lussemburghese. Il 31 dicembre 2010, per sopraggiunti limiti d'età, pone fine alla sua carriera internazionale. Pochi anni dopo, diventa osservatore arbitrale per conto dell'UEFA.
| Competizioni        | Numero di match | Cartellini gialli | Cartellini rossi | Periodo |
|                     |                 |                   |                  |         |
| Campionato europeo  | 7               | 31                | 0                | 2002 -  |
|                     |                 |                   |                  |         |
| Campionato mondiale | 5               | 22                | 1                | 2006 -  |
|                     |                 |                   |                  |         |
| Champions League    | 24              | 96                | 5                | 2000 -  |
|                     |                 |                   |                  |         |
| Campionato Africano | 1               | 5                 | 1                | 2004 -  |
|                     |                 |                   |                  |         |
| Coppa UEFA          | 10              | 50                | 7                | 2002 -  |
|                     |                 |                   |                  |         |
| Jupiler League      | 5               | 21                | 0                | 2007 -  |
|                     |                 |                   |                  |         |
| Ligue 1             | 44              | 165               | 8                | 2003 -  |
| Totale              | 96              | 390               | 22               | 2000 -  |

Aggiornata al 23 agosto 2008